# Мехрвар
Мехрвар (тадж. Меҳрвар) — село в Дангаринском районе Хатлонской области Республики Таджикистан. Административно относится к джамоату (сельской общине) Лохур Дангаринского района.
Находится на расстоянии 14 км от райцентра (пгт. Дангара) и 3 км от джамоатного центра (с. Таджмахал).
Население — 561 чел. (2017).